# فابيانو دا سيلفا سوزا
فابيانو دا سيلفا سوزا هو لاعب كرة قدم برازيلي في مركز الدفاع، ولد في 17 فبراير 1990 في كامبو غراندي في البرازيل. لعب مع ريد بول براغانتينو.

## وصلات خارجية
- فابيانو دا سيلفا سوزا على موقع قاعدة بيانات كرة القدم.إي يو (الإنجليزية)
- فابيانو دا سيلفا سوزا على موقع Soccerway.com (الإنجليزية)